# Hóquei no gelo nos Jogos Olímpicos de Inverno de 2006 - Feminino
A competição feminina de hóquei no gelo nos Jogos Olímpicos de Inverno de 2006 foi disputada nos dias 11 e 20 de fevereiro.

## Medalhistas
|  | CAN Canadá |  | SWE Suécia |  | USA Estados Unidos |
|  | Becky Kellar Colleen Sostorics Charline Labonté Cherie Piper Cheryl Pounder Caroline Ouellette Danielle Goyette Jayna Hefford Jennifer Botterill Hayley Wickenheiser Kim St-Pierre Vicky Sunohara Cassie Campbell Gillian Ferrari Carla MacLeod Meghan Agosta Gillian Apps Gina Kingsbury Sarah Vaillancourt Katie Weatherston |  | Cecilia Andersson Gunilla Andersson Jenni Asserholt Ann-Louise Edstrand Joa Elfsberg Emma Eliasson Erika Holst Nanna Jansson Ylva Lindberg Jenny Lindqvist Kristina Lundberg Kim Martin Frida Nevalainen Emilie O'Konor Maria Rooth Danijela Rundqvist Therese Sjölander Katarina Timglas Anna Vikman Pernilla Winberg |  | Pam Dreyer Chanda Gunn Courtney Kennedy Angela Ruggiero Lyndsay Wall Helen Resor Caitlin Cahow Molly Engstrom Jamie Hagerman Krissy Wendell Kim Insalaco Jenny Potter Julie Chu Kelly Stephens Kathleen Kauth Kristin King Katie King Natalie Darwitz Tricia Dunn-Luoma Sarah Parsons |

## Grupo A
| País   | J | V | D | E | GP | GC | Pts |
| ------ | - | - | - | - | -- | -- | --- |
| Canadá | 3 | 3 | 0 | 0 | 36 | 1  | 6   |
| Suécia | 3 | 2 | 1 | 0 | 15 | 9  | 4   |
| Rússia | 3 | 1 | 2 | 0 | 6  | 16 | 2   |
| Itália | 3 | 0 | 3 | 0 | 1  | 28 | 0   |

### Sumário do Grupo A
| País | CAN  | SWE  | RUS  | ITA  |
| ---- | ---- | ---- | ---- | ---- |
| CAN  |      | 8-1  | 12–0 | 16–0 |
| SWE  | 1-8  |      | 3-1  | 11-0 |
| RUS  | 0–12 | 1-3  |      | 5-1  |
| ITA  | 0–16 | 0-11 | 1-5  |      |

## Grupo B
| País           | J | V | D | E | GP | GC | Pts |
| -------------- | - | - | - | - | -- | -- | --- |
| Estados Unidos | 3 | 3 | 0 | 0 | 18 | 3  | 6   |
| Finlândia      | 3 | 2 | 1 | 0 | 10 | 7  | 4   |
| Alemanha       | 3 | 1 | 2 | 0 | 2  | 9  | 2   |
| Suíça          | 3 | 0 | 3 | 0 | 1  | 12 | 0   |

### Sumário do Grupo B
| País | USA | FIN | GER | SUI |
| ---- | --- | --- | --- | --- |
| USA  |     | 7-3 | 5–0 | 6–0 |
| FIN  | 3-7 |     | 3-0 | 4-0 |
| GER  | 0–5 | 0-3 |     | 2-1 |
| SUI  | 0–6 | 0-4 | 1-2 |     |

### Finais
|  |   |                                               |    |                                               | Semi finais             | Semi finais             |            |   | Final                   | Final                   |
|  |   |                                               |    |                                               | 17 de fevereiro de 2006 | 17 de fevereiro de 2006 |            |   | 20 de fevereiro de 2006 | 20 de fevereiro de 2006 |
|  |   |                                               |    |                                               |                         |                         |            |   |                         |                         |
|  |   |                                               |    |                                               |                         |                         |            |   |                         |                         |
|  |   |                                               |    |                                               |                         |                         |            |   |                         |                         |
|  | A | Canadá · Itália · Rússia · Suécia             | 2º | SWE Suécia                                    | 3                       |                         |            |   |                         |                         |
|  | A | Canadá · Itália · Rússia · Suécia             | 2º | SWE Suécia                                    | 3                       |                         |            |   |                         |                         |
|  | B | Finlândia · Alemanha · Suíça · Estados Unidos | 1º | USA Estados Unidos                            | 2                       |                         |            |   |                         |                         |
|  | B | Finlândia · Alemanha · Suíça · Estados Unidos | 1º | USA Estados Unidos                            | 2                       |                         | SWE Suécia | 1 |                         |                         |
|  |   |                                               |    |                                               |                         |                         | SWE Suécia | 1 |                         |                         |
|  |   | CAN Canadá                                    | 4  |                                               |                         |                         |            |   |                         |                         |
|  | B | CAN Canadá                                    | 4  | Finlândia · Alemanha · Suíça · Estados Unidos | 2º                      | FIN Finlândia           | 0          |   |                         |                         |
|  | B |                                               |    |                                               | 2º                      | FIN Finlândia           | 0          |   |                         |                         |
|  | A | Canadá · Itália · Rússia · Suécia             | 1º | CAN Canadá                                    | 6                       |                         |            |   |                         |                         |
|  | A | Canadá · Itália · Rússia · Suécia             | 1º | CAN Canadá                                    | 6                       | Disputa pelo bronze     |            |   |                         |                         |
|  |   |                                               |    |                                               |                         |                         |            |   | USA Estados Unidos      | 4                       |
|  |   |                                               |    |                                               |                         |                         |            |   |                         |                         |
|  |   |                                               |    |                                               |                         |                         |            |   | FIN Finlândia           | 0                       |

## Classificação final
| Pos.    | País               |
| ------- | ------------------ |
| Ouro.   | CAN Canadá         |
| Prata.  | SWE Suécia         |
| Bronze. | USA Estados Unidos |
| 4       | FIN Finlândia      |
| 5       | GER Alemanha       |
| 6       | RUS Rússia         |
| 7       | SUI Suíça          |
| 8       | ITA Itália         |

Legenda
| Recorde mundial      | Recorde mundial (World record)               |                       | Recorde africano                      | Recorde africano (African) |                                           | Q | Classificado por posição (Qualified) |
| Recorde olímpico     | Recorde olímpico (Olympic record)            | Recorde da América    | Recorde da América (Americas)         | q                          | Classificado por melhor tempo (Qualified) |   |                                      |
| Melhor marca do ano  | Melhor marca do ano (World leading)          | Recorde asiático      | Recorde asiático (Asian)              | DNS                        | Não largou (Did not start)                |   |                                      |
| Recorde nacional     | Recorde nacional (National record)           | Recorde europeu       | Recorde europeu (European)            | DNF                        | Não terminou (Did not finish)             |   |                                      |
| Recorde pessoal      | Recorde pessoal do atleta (Personal best)    | Recorde da Oceania    | Recorde da Oceania (Oceania)          | DSQ / DQ                   | Desclassificado (Disqualified)            |   |                                      |
| Recorde da temporada | Recorde da temporada do atleta (Season best) | Recorde sul-americano | Recorde sul-americano (South America) | NM                         | Sem marca (No mark)                       |   |                                      |